# 402 Chloë
402 Chloë è un asteroide della fascia principale del diametro medio di circa 54,21 km. Scoperto nel 1895, presenta un'orbita caratterizzata da un semiasse maggiore pari a 2,5577836 UA e da un'eccentricità di 0,1129161, inclinata di 11,82327° rispetto all'eclittica.
Il suo nome è dedicato a Cloe, uno degli epiteti di Demetra, nella mitologia greca dea del grano e dell'agricoltura.